# Maria Baptista dos Santos Guardiola
Maria Baptista dos Santos Guardiola ComIP • GOIP • GCIP (Bragança, Sé, 13 de Janeiro de 1895 — Lisboa, São Sebastião da Pedreira, 27 de Setembro de 1987) foi uma professora e política do tempo do Estado Novo, que, entre outras funções de relevo, ao ser eleita em 1934 para a I Legislatura da Assembleia Nacional foi uma das primeiras mulheres portuguesas a ocupar um assento parlamentar. Era licenciada em Matemática pela Universidade de Coimbra e professora e reitora do Liceu Maria Amália Vaz de Carvalho e vogal do Conselho Superior de Instrução Pública. Ideologicamente próxima dos ideais do Estado Novo, desempenhou as funções de comissária nacional da Mocidade Portuguesa Feminina, organismo que dirigiu por mais de três décadas, e de vice-presidente da Obra das Mães pela Educação Nacional.
O seu irmão o Capitão João António dos Santos Guardiola, foi Oficial (23 de Janeiro de 1948) e Comendador (22 de Outubro de 1964) da Ordem Militar de Avis.

## Biografia
Nasceu na freguesia da Sé, concelho de Bragança, filha de António Augusto dos Santos Guardiola, funcionário público, e de Maximina Rosa de Mendonça, doméstica, ambos naturais de Bragança.
Licenciou-se em Ciências Matemáticas pela Faculdade de Ciências da Universidade de Coimbra.
Professora de liceu desde 1920, leccionou nos liceus Infanta D. Maria (Coimbra), Almeida Garrett (Lisboa), Carolina Michäelis (Porto) e Maria Amália Vaz de Carvalho (Lisboa), escola onde exerceu o cargo de reitora de 1928 a 1946. Foi em 1949 a primeira reitora do Liceu Rainha D. Leonor.
Foi apoiante destacada da Revolução Nacional e do salazarismo, foi uma das activistas fundadoras do modelo da Obra das Mães pela Educação Nacional, agremiação de que, apesar de solteira e sem filhos, foi vice-presidente. Foi comissária nacional da Mocidade Portuguesa Feminina de 8 de Dezembro de 1937 até 21 de Dezembro de 1968, quando foi exonerada a seu pedido, e colaborou na Mocidade Portuguesa Feminina: boletim mensal (1939-1947).
Aos 40 anos de idade foi eleita deputada à Assembleia Nacional, sendo, em conjunto com Domitila de Carvalho e Maria Cândida Parreira, uma das três primeiras mulheres a exercer as funções em Portugal. Foi deputada de 1935 a 1945.
Foi vogal do Conselho Superior de Instrução Pública.
A 11 de Abril de 1931 foi agraciada com o grau de Comendadora da Ordem da Instrução Pública, tendo sido elevada a Grande-Oficial a 25 de Janeiro de 1939 e a Grã-Cruz a 2 de Janeiro de 1967, sendo em 1972 nomeada vogal do Conselho daquela Ordem.
Morreu a 27 de setembro de 1987, na freguesia de São Sebastião da Pedreira, em Lisboa, aos 92 anos.

## Obras publicadas
É autora das seguintes obras:
- O Ensino da Aritmética nos Liceus;
- Estudo das secções Cónicas.